# Monika Berg
Monika Berg (* 11. November 1942 in München) ist eine österreichische Filmschauspielerin. Sie wirkte u. a. in Regiearbeiten von Günter Gräwert und Rolf Thiele mit.

## Leben
Einem größeren Publikum wurde sie Mitte der 1960er Jahre durch Gräwerts Kultserie Üb’ immer Treu nach Möglichkeit bekannt, in der sie die Hauptrolle (Gretchen) an der Seite von Klaus Löwitsch, Jean-Pierre Zola, Götz Olaf Rausch und Klaus Knuth spielte. Nicht nur die Titelmelodie der dreizehnteiligen Serie, in der eine sympathisch dargestellte und meist vom Pech verfolgte Ganovenbande mit Monika Berg als Boss im Mittelpunkt steht, sondern auch Monika Bergs Frage am Ende jeder Folge „Kapiert?“ waren populär.
Monika Berg war auch als Sprecherin in Hörspieladaptionen von Klassikern der Kinderliteratur aktiv.

## Filmografie (Auswahl)
- 1962: Lokalbericht (Fernsehfilm)
- 1963: Räubergeschichte (Fernsehfilm)
- 1963–1967: Fernfahrer (Fernsehserie)
- 1963: Der Schulfreund (Fernsehfilm)
- 1964: Die Brücke von Estaban (Fernsehfilm)
- 1964: Nach Ladenschluss (Fernsehfilm)
- 1964: Eines schönen Tages (Fernsehfilm)
- 1965: Onkelchens Traum (Fernsehfilm)
- 1965: Die Reise (Fernsehfilm)
- 1965: Kommissar Freytag (Fernsehserie, 1 x Folge)
- 1966: Üb’ immer Treu nach Möglichkeit (Fernsehserie)
- 1966: Der Nachtkurier meldet... (Fernsehserie, 1 x Folge)
- 1967: Voruntersuchung (Fernsehfilm)
- 1967: Die fünfte Kolonne – Der Fall Schurzheim
- 1967: Heiraten ist immer ein Risiko (Fernsehfilm)
- 1968: Cliff Dexter (Fernsehserie, 1 x Folge)
- 1968: Provinces (Fernsehserie)
- 1969: Reisedienst Schwalbe (Fernsehserie)
- 1969: Luftsprünge (Fernsehserie)
- 1969: Stewardessen (Fernsehserie)
- 1969: Beaumarchais (Fernsehfilm)
- 1969: Junger Herr auf altem Hof (Fernsehserie)
- 1970: Der Fall Sorge (Fernsehfilm)
- 1970: Frisch, fromm, fröhlich, frei
- 1971: Der Kurier der Kaiserin (Fernsehserie)
- 1972: Fünf Tage hat die Woche  (Fernsehserie)